# Лісовий сервітут
Лісовий сервітут — один з видів сервітутів, право на обмежене платне або безоплатне користування чужою земельною лісовою ділянкою.

## Лісовий сервітут в Україні
Згідно з Лісовим кодексом України встановлено такі правові норми:
- Громадяни мають право вільно перебувати в лісах державної та комунальної власності, якщо інше не передбачено законом.
- Права власників лісів або лісокористувачів можуть бути обмежені на користь інших зацікавлених осіб на підставі закону, договорів, заповіту або за рішенням суду.
- Установлення лісового сервітуту не веде до позбавлення власника земельної лісової ділянки, щодо якої встановлений лісовий сервітут, права володіння, користування та розпоряджання нею, а користувача — володіння, користування.
- Лісовий сервітут здійснюється способом, найменш обтяжливим для власника лісів або користувача земельної лісової ділянки, щодо якої він установлений.
- Положення Цивільного та Земельного кодексів України застосовуються до лісових сервітутів у частині, що не суперечить вимогам цього Кодексу.